# 1836
Évszázadok: 18. század – 19. század – 20. század
Évtizedek: 1780-as évek – 1790-es évek – 1800-as évek – 1810-es évek – 1820-as évek – 1830-as évek – 1840-es évek – 1850-es évek – 1860-as évek – 1870-es évek – 1880-as évek
Évek: 1831 – 1832 – 1833 – 1834 –  1835 – 1836 – 1837 – 1838 – 1839 – 1840 – 1841

## Események

### Határozott dátumú események
- február 23. – Elkezdődik az Alamo-erőd ostroma.[1]
- február 25. – Samuel Colt szabadalmat jegyeztet be egy forgótáras fegyverre.[2]
- március 2. – Kikiáltják a Texasi Köztársaságot és megszervezik Texas eredeti 23 megyéjét.[3]
- március 29. – Magdeburgban bemutatják Richard Wagner A szerelmi tilalom című operáját.[4]
- július 1. – Megjelenik a Kossuth Lajos által indított Törvényhatósági Tudósítások első száma.[5]
- augusztus 11. – Bejelentik Észak-Peru megalakulását.[6]
- december 10. – Portugália eltörli a rabszolgakereskedelmet, amelynek hajdan úttörője volt.[7]

### Határozatlan dátumú események
- az év folyamán –
  - Mexikóban felfüggesztik az alkotmányt.

## Az év témái

### 1836 az irodalomban
- március 31. – Megjelenik Charles Dickens A Pickwick Klub című művének első két folytatása.[8]
- november 12. – Megalakul a Kisfaludy Társaság.[9]
- Vörösmarty Mihály Szózat című verse elnyeri végső formáját.[10]

## Születések
- január 4. – Chyzer Kornél magyar orvos, balneológus, zoológus, a magyar közegészségügy egyik úttörője († 1909)
- február 11. – Dalmady Győző magyar jogász, költő, a 19. század utolsó évtizedeinek népszerű lírikusa († 1916)
- március 12. – Paulay Ede színész, rendező, műfordító († 1894)
- március 31. – Ágai Adolf humorista és lapszerkesztő, tanult orvos, a Kisfaludy Társaság tagja († 1916)
- május 6. – Szkalnitzky Antal építész († 1878)
- május 17. – Wilhelm Steinitz osztrák-amerikai sakkozó, az első hivatalos sakkvilágbajnok († 1900)
- június 13. – Budenz József, német származású magyar nyelvtudós, egyetemi tanár, a Magyar Tudományos Akadémia tagja († 1892)
- november 9. – Szentirmai Elemér magyar író, zeneszerző († 1908)

## Halálozások
- január 21. – Novák Ferenc, magyarországi szlovén pap, író, népdalgyűjtő (* 1791)
- február 24. – Berzsenyi Dániel, költő (* 1776)
- március 6. – James Bowie, amerikai úttörő, katona, csempész, rabszolga-kereskedő, és a földspekuláns (* 1796)
- március 6. – Davy Crockett, egy 19. századi ünnepelt amerikai nemzeti hős, hazafi, katona és politikus volt (* 1786)
- április 15. – Dukai Takách Judit, költő (* 1795)
- április 17. – Gyulay Albert, magyar gróf, császári-királyi altábornagy, a napóleoni háborúkban csapatparancsnok (* 1766)
- május 12. – Bernáth Gusztáv, költő (* 1813)
- június 10. – André-Marie Ampère, francia fizikus, akit az elektromágnesesség egyik fő felfedezőjének tekintenek (* 1775)
- június 23. – James Mill, skót történész, közgazdász, filozófus és pszichológus (* 1773)
- június 28. – James Madison, az Amerikai Egyesült Államok 4. elnöke (* 1751)
- július 11. – Faklits Imre, piarista rendi pap, tanár (* 1781)
- szeptember 17. – Antoine-Laurent de Jussieu, francia botanikus (* 1748)
- október 5. – Oreszt Adamovics Kiprenszkij, a 19. század első évtizedeinek kiemelkedő orosz portréfestője (* 1782)
- november 3. – Dugnicsán János, pécs-egyházmegyei katolikus pap, költő (* 1780)
- november 5. – Karel Hynek Mácha, cseh költő (* 1810)
- november 24. – Balogh Mihály, magyar református tanár (*?)
- november 27. – Ürményi Miksa, magyar királyi tanácsos és kamarás (* 1775)